# Кото-дю-Бланзаке
Кото-дю-Бланзаке (фр. Côteaux du Blanzacais) — муніципалітет у Франції, у регіоні Нова Аквітанія, департамент Шаранта. Кото-дю-Бланзаке утворено 1 січня 2017 року шляхом злиття муніципалітетів Бланзак-Поршересс i Крессак-Сен-Жені. Адміністративним центром муніципалітету є Бланзак-Поршересс. Населення — 985 осіб (01.01.2021).

## Історія
1 січня 2019 року до Кото-дю-Бланзаке приєднано муніципалітет Сен-Леже.